# Алгебрична поверхня
Алгебрична поверхня — це алгебричний многовид розмірності два. У випадку геометрії над полем комплексних чисел алгебрична поверхня має комплексну розмірність два (як комплексний многовид, якщо він неособливий), а тому має розмірність чотири як гладкий многовид.
Теорія алгебричних поверхонь істотно складніша, ніж теорія алгебричних кривих (включно з компактними рімановими поверхнями, які є справжніми поверхнями (дійсної) розмірності два). Однак багато результатів отримала італійська школа алгебричної геометрії вже майже сто років тому.

## Класифікація за розмірністю Кодайри
У разі розмірності одиниця многовиди класифікують тільки за топологічним родом, але в розмірності два різниця між арифметичним родом {\displaystyle p_{a}} і геометричним родом {\displaystyle p_{g}} стає суттєвою, оскільки ми не можемо розрізнити біраціонально лише топологічний рід. Ми вводимо для класифікації поверхонь поняття іррегулярності.
Приклади алгебричних поверхонь (тут κ — розмірність Кодайри):
- κ=−∞: проєктивна площина, квадрика в P3, кубічні поверхні, поверхня Веронезе, поверхні дель Пеццо[en], лінійчаті поверхні
- κ=0 : поверхні K3[en], абелеві поверхні[en], поверхні Енрікеса[en], гіпереліптичні поверхні
- κ=1: еліптичні поверхні[en]
- κ=2: поверхні загального типу[en].

Інші приклади можна знайти в статті Список алгебричних поверхонь.
Перші п'ять прикладів фактично біраціонально еквівалентні. Тобто, наприклад, поле раціональних функцій на кубічній поверхні ізоморфне полю раціональних функцій на проєктивній площині, яке є полем раціональних функцій від двох змінних. Декартовий добуток двох кривих також є прикладом.

## Біраціональна геометрія поверхонь
Біраціональна геометрія алгебричних поверхонь багата завдяки перетворенню «роздуття» (відомому також під назвою «моноїдальне перетворення»), за якого точка замінюється кривою всіх обмежених дотичних напрямків у ній (проєктивною прямою). Деякі криві можна стягнути, але існує обмеження (індекс самоперетину має дорівнювати −1).

## Властивості
Критерій Накаї каже, що:
Дивізор D на поверхні S рясний тоді і тільки тоді, коли D2 > 0 і D•C > 0 для всіх незвідних кривих C на S .
Рясний дивізор має ту корисну властивість, що він є прообразом дивізора гіперплощини деякого проєктивного простору, властивості якого добре відомі. Нехай {\displaystyle {\mathcal {D}}(S)} - абелева група, що складається з усіх дивізорів на S. Тоді, за теоремою про перетини,
{\displaystyle {\mathcal {D}}(S)\times {\mathcal {D}}(S)\rightarrow \mathbb {Z} :(X,Y)\mapsto X\cdot Y}
можна розглядати як квадратичну форму. Нехай
{\displaystyle {\mathcal {D}}_{0}(S):=\{D\in {\mathcal {D}}(S)|D\cdot X=0} для всіх {\displaystyle X\in {\mathcal {D}}(S)\}}
тоді {\displaystyle {\mathcal {D}}/{\mathcal {D}}_{0}(S):=Num(S)} стає чисельно еквівалентною групою класів поверхні S і
{\displaystyle Num(S)\times Num(S)\mapsto \mathbb {Z} =({\bar {D}},{\bar {E}})\mapsto D\cdot E}
також стає квадратичною формою на {\displaystyle Num(S)}, де {\displaystyle {\bar {D}}} є образом дивізора D на S. (Нижче для образу {\displaystyle {\bar {D}}} використовується буква D.)
Для рясного пучка H на S визначення
{\displaystyle \{H\}^{\perp }:=\{D\in Num(S)|D\cdot H=0\}.}
призводить до версії теореми Ходжа про індекс на поверхні: для {\displaystyle D\in \{\{H\}^{\perp }|D\neq 0\},D\cdot D<0}, тобто {\displaystyle \{H\}^{\perp }} є від'ємно визначеною квадратичною формою.
Цю теорему доведено за допомогою критерію Накаї і теореми Рімана — Роха для поверхні. Для всіх дивізорів з {\displaystyle \{H\}^{\perp }} ця теорема істинна. Ця теорема не тільки є інструментом дослідження поверхонь, але її використовував Делінь для доведення гіпотез Вейля, оскільки вона істинна у всіх алгебрично замкнутих полях.
Базовими результатами в теорії алгебричних поверхонь є теорема Ходжа про індекс і розбиття на п'ять груп класів раціональної еквівалентності, відоме як класифікація Енрікеса — Кодайри або класифікація алгебричних поверхонь. Клас загального типу з розмірністю Кодайри 2 дуже великий (наприклад, у ньому містяться неособливі поверхні степеня 5 і вище в P3).
Існує три основних числових інваріанти Ходжа для поверхні. Серед них h1,0, який називається іррегулярністю і позначається як q, і h2,0, який називається геометричним родом pg. Третій інваріант, h1,1, не є біраціональним інваріантом, оскільки роздуття може додати повні криві з класу H1,1. Відомо, що цикли Ходжа є алгебричними і що алгебрична еквівалентність збігається з гомологічною еквівалентністю, так що h1,1 є верхньою межею для ρ, рангу групи Нерона — Севері. Арифметичний рід pa дорівнює різниці: геометричний рід — іррегулярність.
Цей факт пояснює, чому іррегулярність так названо, оскільки є свого роду «залишковим членом».